# Amtsgericht Oldenburg

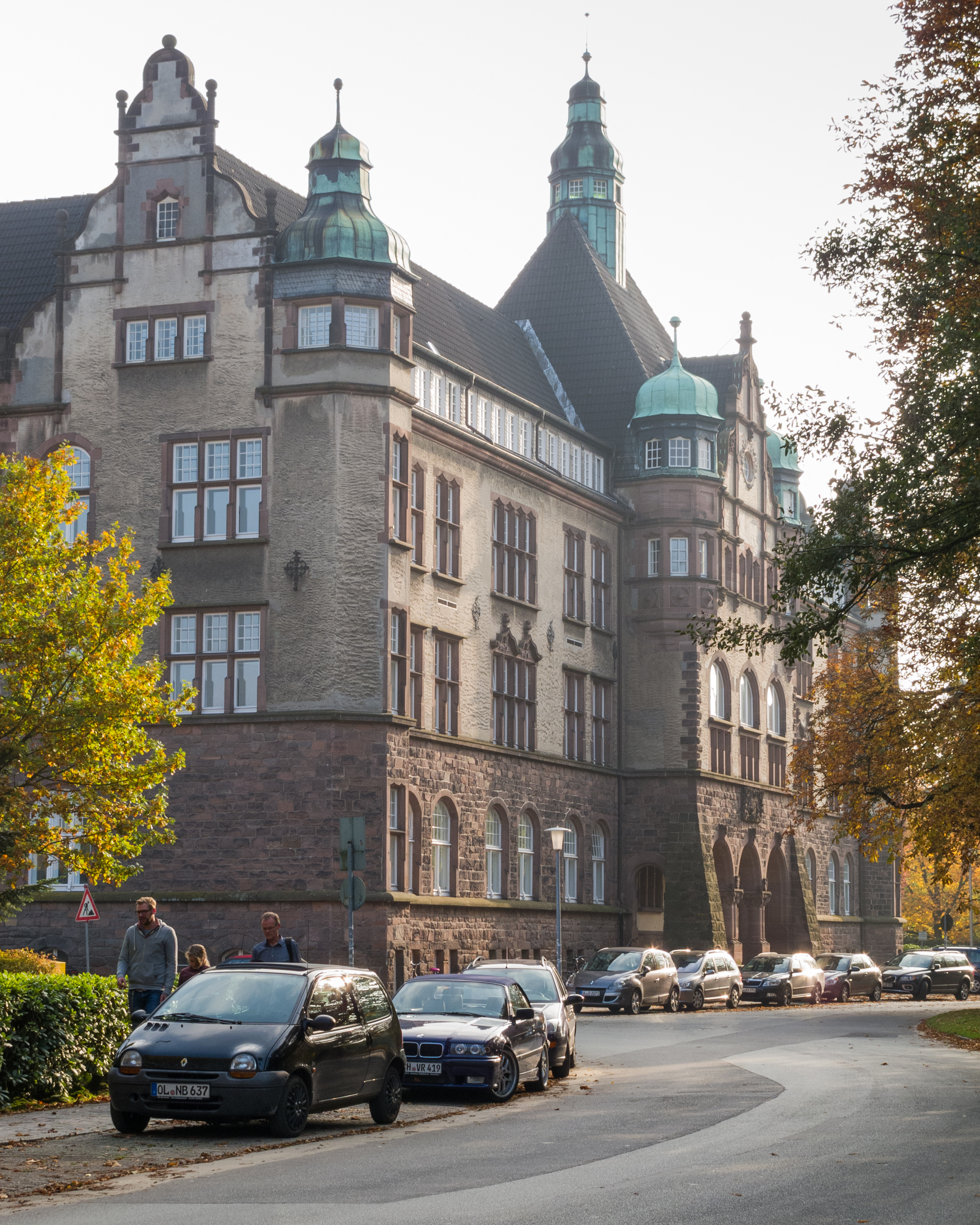
Amtsgericht Oldenburg (Oldb)

Das Amtsgericht Oldenburg ist ein Gericht der ordentlichen Gerichtsbarkeit und eines von elf Amtsgerichten im Bezirk des Landgerichts Oldenburg. Direktor des Amtsgerichts Oldenburg ist Horst Freels, stellvertretender Direktor ist Christian Buss.
Sitz des Gerichts ist die kreisfreie Stadt Oldenburg in Niedersachsen, der Gerichtsbezirk umfasst die Kreisfreie Stadt Oldenburg (Oldb.) sowie die Gemeinden Hatten, Hude (Oldb) und Wardenburg des Landkreises Oldenburg. Dem Amtsgericht Oldenburg übergeordnet ist das Landgericht Oldenburg zuständiges Oberlandesgericht ist das Oberlandesgericht Oldenburg. Beide Gerichte befinden sich in unmittelbarer räumlicher Nähe zum Amtsgericht im Oldenburger Gerichtsviertel an der Mühlenhunte.
Das Gebäude des Amtsgerichts wurde im Stil des Späthistorismus 1901–1902 unter Leitung von Adolf Rauchheld errichtet.